# Thingvalla Line
Thingvalla line — ранее существовавшая датская судоходная компания, занимавшаяся перевозкой иммигрантов в США. Была основана в 1879 году, в 1898 году поглощена компанией DFDS и, переименованная в Scandinavian America Line, функционировавшая до 1935 года.

## История
Основана в 1879 году датским финансистом Карлом Тьетгеном. На пике своей деятельности насчитывала 10 судов.
До её создания датские иммигранты в Америку пользовались услугами немецких судоходных компаний HAPAG и Norddeutscher Lloyd.
Производя заход в норвежские порты, обеспечивая прямой маршрут из Скандинавии в США, компания стала популярной среди скандинавских иммигрантов.
Компания имела сравнительно небольшое чило несчастных случаев, наиболее заметные из которых крушение в 1888 году теплохода «Гезер», унесшее 118 жизней, и крушение в 1889 году теплохода «Дания», когда все 735 человек были спасены британским пароходом «Миссури».
Несмотря на менее быстроходные суда, компания стала серьезным конкуретом не только для немецких но и английских компаний, таких как White Star Line, у которой в 1893 году приобрела пароход «Америка», который, однако, оказался слишком большим для линии и спустя пять лет продан на слом.
В 1898 году поглощена датской компанией DFDS и, переименованная в Scandinavian America Line.
В 1904 году затонул, наскочив на риф, принадлежащий компании теплоход «Норвегия», погибло 635 человек.
Линия на Нью-Йорк функционировала до 1935 года, когда из-за Великой депрессии иммиграция в США была ограничена, а импорт из Дании был свёрнут. Последний рейс компании в ноябре 1935 года совершил теплоход «Frederik VIII», который уже через год был отправлен на слом.